# RS-483
Pour les articles homonymes, voir Route 483.
La RS 483 est une route locale du Nord-Ouest de l'État du Rio Grande do Sul, reliant la RS-324, sur le territoire de la municipalité de Três Palmeiras, à la RS-211, sur celui de la commune de Campinas do Sul. Elle dessert Três palmeiras, Entre Rios do Sul, Cruzaltense et Campinas do Sul, et est longue de 35,5 km.